# Classe Bremen (fregata)
Le fregate missilistiche della classe Bremen sono navi tedesche costruite nell'ambito di un importante programma, condotto assieme all'altra principale marina militare del centro Europa, quella dei Paesi Bassi.
Le fregate Bremen sono state realizzate pressoché simultaneamente alle Kortenaer olandesi, con cui sono state progettate in base ad un programma comune. Le esigenze sono state anche qui quelle di sostituire vecchi tipi di navi, le fregate classe Köln e i vecchi cacciatorpediniere Classe Fletcher. La progettazione ha richiesto, nel caso della Bundesmarine, una dotazione di dettaglio un poco diversa da quella delle navi olandesi, ma nell'insieme le due classi condividono soluzioni costruttive e di dotazioni in numerosi settori.
L'allestimento di massima è similare tra le due classi, con le Kortenaer che sono leggermente più larghe ma molto più pesanti.
Il programma è stato autorizzato, in Germania, a partire dal 1976 con 8 navi pianificate.

## Caratteristiche
Le Bremen sono grandi navi da guerra, più grandi delle pressoché coeve Maestrale italiane, ma relativamente poco armate e con sensori limitati, tuttavia si tratta di mezzi di elevate caratteristiche con numerose soluzioni costruttive di elevato valore.
Il loro compito principale è la scorta antisommergibile e antiaerea, ma senza trascurare le capacità antinave, che sono sostenute dall'armamento più pesante.
Lo scafo è a ponte continuo e un buon valore di finezza idrodinamica, di circa 9:1, con un ridotto cavallino. Le pareti dello scafo verticali si prolungano all'altezza degli hangar, facendo un tutt'uno. Le sovrastrutture sono ripartite in due blocchi molto distanziate. Al centro della scafo vi è un grande fumaiolo con anteriormente un alto albero a traliccio e una sorta di sovrastruttura.
In termini di dotazioni le Bremen sono munite di pinne stabilizzatrici, sistema Masker che consente di ridurre l'efficacia dei sonar con la creazione di una cortina di bolle sotto lo scafo, e una cittadella con protezione NBC per l'equipaggio, invero non molto numeroso per la taglia della nave, grazie ad un'estesa automazione dei sottosistemi.

## Propulsione
La principale differenza con le Kortenaer è l'apparato motore, che sulle navi olandesi è del tipo COGOG basato su turbine a gas inglesi RR, con due turbine Tyne per l'andatura di crociera e due turbine Olympus per l'andatura ad alta velocità, mentre nelle unità tedesche è del tipo CODAG, con due motori diesel MTU da 20 cilindri e dalla potenza per l'andatura di crociera e due turbine a gas LM-2500 da 51600hp per la navigazione ad alta velocità. Il fumaiolo è unico, piuttosto basso, con due lance laterali.
L'apparato motore CODAG consente di tenere elevate velocità con la propulsione a turbogas e di possedere al contempo una buona autonomia procedendo con la propulsione diesel.

## Elettronica
L'elettronica di bordo, piuttosto moderna per l'epoca, non era però del tutto completa, perché, almeno inizialmente, mancava il sonar a profondità variabile e a parte il radar DA-08 a medio raggio a doppio ruolo, scoperta navale e aerea con circa 180km di portata massima, come sensore principale, non esisteva altro.
A parte questo, vi sono un radar di navigazione, due di controllo del tiro e ben quattro lanciatori di falsi bersagli, ma, almeno nella configurazione base, oltre al sonar a profondità variabile era assente anche l'apparato elettronico di disturbo attivo.
L'elettronica è diversa in alcuni aspetti con le unità olandesi equipaggiate con lanciatori inglesi Corvus, per chaff/flare/decoy, anziché americani come i quattro lanciatori Mark 36 SRBOC delle Bremen; Per il resto, i due radar di controllo tiro WM25 e STIR sistemati anteriormente, un radar di scoperta aerea/superficie a mezza nave, un sonar a scafo DSQS-21B sulle Bremen e SQS-505 sulle Kortenaer, sono sostanzialmente simili tra le due classi.
Dal momento che la classe è rimasta in servizio più a lungo della coeva Classe Kortenaer, sostituita ben presto con le fregate della Classe M, e la piattaforma, per quanto poco armata, rimane valida, le navi sono state aggiornate con nuovi sistemi elettronici. Le navi erano in effetti meritevoli di essere aggiornate per la loro efficienza, e i programmi di aggiornamento per quel che riguarda l'elettronica si sono concentrati sul radar principale, dovendo scegliere se aggiornarlo, facendolo diventare tridimensionale, o sostituirlo con altre attrezzature. Il radar DA-08', per quanto valido, non poteva mantenere a lungo la sua validità se non aggiornato, e a metà anni novanta, quando si prevedeva di tenere in servizio queste unità almeno fino al 2010, è stato sostituito con il radar tridimensionale DASA TSR-3D; il radar ha numerose capacità: oltre la visione tridimensionale (con la funzione di quota incorporata), funziona in banda C, scopre e segue fino a 400 bersagli in aria e superficie, presenta bassa vulnerabilità alle ECM (lobi ridotti laterali, elevata risoluzione angolare, compressione di impulso, agilità di frequenza, ripetizione degli impulsi con variazioni casuali etc.), filtro doppler per vedere bersagli in volo a bassa quota. Il problema principale è che con un radar singolo, non tutto l'orizzonte viene coperto e la nave viene messa KO al 100% in caso di disturbi gravi o di avarie. La struttura del radar è data da 32 file di 46 elementi radianti l'una, ha antenna a scansione elettronica (fissa in elevazione, mobile in azimuth) e opera su di una piattaforma stabilizzata che regge contro rollio di 10 gradi e beccheggio di 25 gradi. Le sue modalità sono: scoperta aerea di autodifesa con frequenza di osservazione di 2 secondi, modo d sorveglianza con intervalli di osservazione di 6 secondi, raggio di 92km ad una quota di 17 gradi, modo di ricerca a lungo raggio con portata massima di 180km e frequenza d scansione 6 secondi e portata di scoperta dichiarata a bassa quota di 15–20 km contro missili antinave.

## Armamento
L'armamento è costituito da un cannone OTO da 76/62mm (proiettili da 6,3kgx85c.min.x6–15 km di gittata contraerea o antinave), di fabbricazione italiana, invero assai modesto per la taglia della nave, un lanciamissili Sea Sparrow con 24 missili (Testata 40 kg.x mach 2,5x gittata di 15 – 22 km e quota 15–15000 m), sistemati a prua, come sulle navi olandesi, 8 missili antinave Harpoon (227 kg.x1000 km/h.x90-110 km), sistemati tra la sovrastruttura anteriore e il fumaiolo, quattro lanciasiluri e due elicotteri medi Westland Lynx, armati di siluri e con vari sensori, incluso un sonar a profondità variabile.
Altra importante differenza è quella che le navi olandesi hanno quasi subito installato un CIWS Goalkeeper, per la difesa antiaerea di punto, di cui le Bremen sono prive.
Durante il servizio, l'armamento di queste unità è stato aggiornato in vari modi e tempi. Dato che originariamente mancavano di sistemi di difesa ravvicinata, cosa che ha costituito la principale manchevolezza delle Bremen sono state equipaggiate successivamente, sia pure con un ritardo di oltre 10 anni, con due lanciatori da 21 colpi del sistema missilistico RIM-116 RAM, entrambi installati a poppa, sopra l'hangar, completando a questo punto l'armamento in ogni aspetto.

## Unità
| sigla | Name            | Call sign | Cantiere      | Impostazione      | Varo              | Consegna        | Radiazione       |
| ----- | --------------- | --------- | ------------- | ----------------- | ----------------- | --------------- | ---------------- |
| F-207 | Bremen          |           | Bremer Vulkan | 9 luglio 1979     | 27 settembre 1979 | 7 maggio 1982   | 28 marzo 2014    |
| F-208 | Niedersachsen   |           | AG Weser      | 9 novembre 1980   | 9 giugno 1980     | 15 ottobre 1982 | 26 giugno 2015   |
| F-209 | Rheinland-Pfalz |           | Blohm & Voss  | 25 settembre 1979 | 3 settembre 1980  | 9 maggio 1983   | 22 marzo 2013    |
| F-210 | Emden           |           | Nordseewerke  | 23 giugno 1979    | 17 1980           | 7 ottobre 1983  | 29 novembre 2013 |
| F-211 | Köln            |           | Blohm & Voss  | 16 giugno 1980    | 29 maggio 1981    | 19 ottobre 1984 | 31 luglio 2011   |
| F-212 | Karlsruhe       |           | Howaldtswerke | 10 marzo 1981     | 8 gennaio 1982    | 19 aprile 1984  | 2017             |
| F-213 | Augsburg        |           | Bremer Vulkan | 4 aprile 1987     | 17 settembre 1987 | 3 ottobre 1989  | 2019             |
| F-214 | Lübeck          |           | Nordseewerke  | 1º giugno 1987    | 15 ottobre 1987   | 19 marzo 1990   |                  |